# Modlitba Rusů

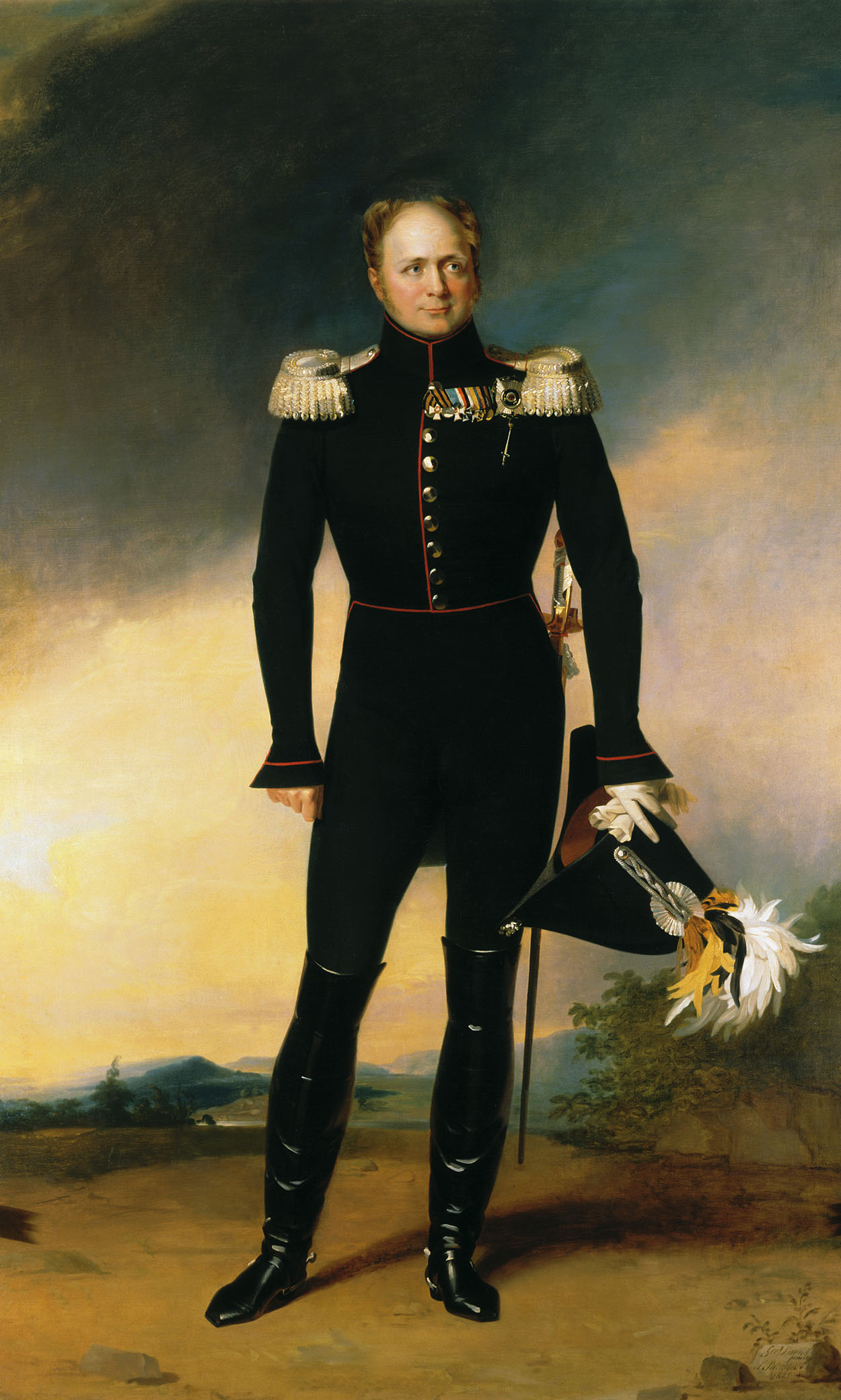
Vasilij Andrejevič Žukovskij

Modlitba Rusů (rusky Молитва русских, starým pravopisem Молитва Русскаго народa) byla státní hymnou Ruského impéria, předchůdkyně hymny „Bože, cara chraň“, první státní hymna, která byla oficiálně schválena panovníkem („первый Высочайше утверждённый государственный гимн“).
Předchozí neoficiální (tj. panovníkem neschválenou) hymnou byla hymna „Hrome vítězství, rozléhej se“ (Гром побе́ды, раздава́йся), 1791–1816, hudba O. A. Kozlovskij, též Józef Kozłowski, text G. R. Děržavin (Гаврии́л (Гаври́ла) Рома́нович Держа́вин), která opěvovala carevnu Kateřinu Velikou a vítězství u Ismailu.
Na melodii britské hymny ji textem opatřil Vasilij Andrejevič Žukovskij. Původně se jednalo o báseň, zveřejněnou (první dvě sloky) roku 1815 v časopise „Syn vlasti“/Сын отечества. Koncem roku 1816 vydal imperátor Alexandr I. výnos o pořádku provedení státní hymny. Měla se hrát při přítomnosti ruského císaře. V roce 1833 ji nahradila nová hymna na slova V. Žukovského a melodii A. Lvova – Bože, cara chraň. I tato píseň začínala textem „Bože, cara chraň“. Prostým srovnáním textu zjistíme, že nová hymna „Bože, cara chraň“ má základ v Modlitbě Rusů (starý text Modlitby byl zapracován jako 2., 3. a 6. sloka Bože, cara chraň):
| „ | Modlitba Rusů 1. Боже, Царя храни! Славному долги дни Дай на земли! Гордых смирителю: Слабых хранителю, Всех утешителю — Всё ниспошли 2. Перводержавную Русь Православную Боже, храни! Царство ей стройное, В силе спокойное, — Все ж недостойное, Прочь отжени! 3. О, провидение, Благословение Нам ниспошли! К благу стремление, В счастье смирение, В скорби терпение Дай на земли! | Bože, cara chraň 2. Боже, Царя храни! Славному долги дни Дай на земли! Гордыхъ смирителю, Славныхъ хранителю, Всѣхъ утѣшителю Всё ниспошли! 3. Перводержавную Русь православную, Боже, храни! Царство ей стройное, Въ силѣ спокойное! Всё жъ недостойное прочь отжени! 6. О, Провидѣніе! Благословеніе Намъ ниспошли! Къ благу стремленіе, Въ счастьѣ смиреніе, Въ скорби терпѣніе дай на земли! | “ |